# Aage Hans Peter Jørgensen
Aage Hans Peter Jørgensen (2. december 1903 på Frederiksberg i København-2. januar 1967 på Frederiksberg i København) var en dansk fodboldspiller.
Jørgensen spillede på KB’s hold som han vandt det danske mesterskab 1922 og 1925.
Han spillede i perioden 1923-1929 syv landskampe for Danmark. Han debuterede mod på Sverige i Stockholm Stadion i Stockholm 1923.
Han spillede også sin sidste landskamp mod Norge 1929 i Idrætsparken.